# Atari Magazyn
Atari Magazyn – dwumiesięcznik wydawany przez Spółdzielnię Bajtek w latach 1993–1994 (dokładniej: od numeru 01/1993 do 05/1994; w sumie ukazało się 7 numerów w tym dwa podwójne). Poświęcony był komputerom marki Atari.
Pismo powstało po odejściu Wojciecha Zientary ze Spółdzielni „Bajtek” jako następca magazynu Moje Atari. Pierwotnie redaktorem naczelnym miał być Robert Chojecki, który jeszcze w roku 1992 powołał nowy zespół redakcyjny.
Pismo wypełniały opisy programów, sprzętu, gier, kursy programowania, relacje z demosceny oraz konkursy. Redakcja prowadziła także dystrybucję oprogramowania shareware wysyłanego czytelnikom na zamówienie na uprzednio przysyłanych przez nich nośnikach.
Pismo składane było w programie Calamus SL na jednym z pierwszych w Polsce Atari TT.